# 劇団スペース・サーカス
劇団スペース・サーカス（げきだんスペース・サーカス）は、1974年に創立された日本の劇団。

## 沿革
1972年、北海道初のオリジナル・ロック・ミュージカルとなる「シャクシャイン」（札幌 大谷会館ホール/東京 草月会館ホール）を作・演出・製作、さらに翌1973年、ラブ・ロック・ミュージカル「ヘアー」（大谷会館ホール）を上演するため63days dramatic ompanyを結成し自主公演（札幌 大谷会館ホール）を実現するなどの活動をしていた甲斐守紀広（現在は尚）が演劇実験室「天井桟敷」を退団後に結成したロック・ミュージカル劇団である。
大音量での生演奏、緩急を駆使した激しい動き、そして幻想的な造語によって構成された台詞が特徴で、政治的メッセージ性の強い作品が多い。1978年に解散。

## 主な作品
- 「平将門」（於・六本木アトリエ・フォンテーヌ）
- 「四重人格」（於・宇宙舘）
- 「シャクシャインII」（於・宇宙舘）
- 「燐光星雲の微笑・画廊バージョン」（於・真木画廊）
- 「燐光星雲の微笑」（於・宇宙舘）
- 稲垣足穂追悼パフォーマンス[1] （青山タワーホール）
- 「悲しき街角」（於・宇宙舘）
- 「スペース・サーカス」（於・宇宙舘/ 軽井沢特設ホール）

## 俳優
広城さよ、斉藤悦子、岡田珠枝、小山明美、小牧百合、菊地栄子、鈴木かおり、阿部智子、岩崎小百合、十河ひとみ、川瀬敦子、河野孝代、中薗遊星、夢尽章人、尾藤恒幸、尾下博、愛波羅ミネオ、中野昌樹、森昭裕、白土誠 他

## 関係者
- 羽良多平吉 - 寺山修司が監督した映画「田園に死す」で宣伝美術を担当。同じく情宣を担当していた甲斐守と出会い、「四重人格」から宣伝美術を担当する。
- 福田幾太郎 - 「平将門」、「シャクシャインⅡ」、「四重人格」の追加曲を作曲した。その後、さだまさしにギタリストとして迎えられたが1983年に交通事故で他界。さだまさしは彼を追悼し「Bye Bye Guitar」を贈っている。
- 忌野清志郎 - 「スペース・サーカス」の作曲を担当。事務所との関係が微妙な時期であり名前はクレジットされていない。音源も密かに処分され残っていない。
- 永元秀和 - 数々の舞台を撮影したカメラマン。現在は「モーターマガジン」の表紙・グラビアを撮り続けている。